# Blooming Days (白井貴子の曲)
「Blooming Days」（ブルーミング・デイズ）は、白井貴子の27枚目のシングル。
2001年4月21日にビクターエンタテインメントより発売（VICL-35257）。

## 概要
26thシングル「空を見上げて」から4年後のリリースとなる本曲は、2001年4月7日から同年9月29日まで放送されたTBS系テレビアニメ『逮捕しちゃうぞ SECOND SEASON』のエンディングテーマに使用された。

## 収録曲
全作詞・作曲・編曲：白井貴子
1. Blooming Days
  - テレビアニメ『逮捕しちゃうぞ SECOND SEASON』エンディングテーマ
2. 帰らざる河
3. Blooming Days (オリジナル・カラオケ)